# Laura Efrikian
Laura Efrikian (orm.  Լաուրա Էֆրիկյան; ur. 14 czerwca w 1940 w Treviso) – włoska aktorka pochodzenia ormiańskiego. W latach 1966–1979 była żoną piosenkarza Gianniego Morandiego. W latach 60. wystąpiła wspólnie z nim w kilku filmach muzycznych: In ginocchio da te (1964), Non son degno di te (1965), Se non avessi più te (1965) i Chimera (1968), wszystkie w reżyserii Ettore Marii Fizzarottiego.

## Biografia i kariera

### Pochodzenie
Laura Efrikian urodziła się 14 czerwca 1940 w Treviso jako córka Angela Ephrikiana, włoskiego kompozytora i dyrygenta pochodzenia ormiańskiego. Jego ojciec, Jakub Ephrikian, przybył do Włoch jako dziecko uciekając przed ludobójstwem Ormian. Osiadł w Treviso, gdzie z czasem został wziętym drukarzem. Założył rodzinę żeniąc się z Włoszką, Laurą Zasso.

### Początki
Laura Efrikian wychowywała się w rodzinie mieszczańskiej, o przekonaniach zbliżonych do lewicowych, stosującej surowe metody wychowawcze. Przed ukończeniem osiemnastego roku życia nie wychodziła wieczorami z domu. Uczęszczała do akademii sztuk dramatycznych w Piccolo Teatro w Mediolanie, kończąc ją w 1960 roku pod kierunkiem Giorgio Strehlera, po czym od razu zaczęła występy w teatrze, a potem w telewizji.

### Kariera artystyczna
W 1961 roku zadebiutowała w filmie Ercole alla conquista di Atlantide w reżyserii Vittoria Cottafaviego. Wystąpiła pod pseudonimem Laura Altan, ponieważ jej oryginalne nazwisko było zdaniem reżysera zbyt skomplikowane. Do używania oryginalnego nazwiska przekonał ją Vittorio De Sica.
W 1962 roku wystąpiła jako prezenterka na Festiwalu Piosenki Włoskiej w San Remo, prowadząc go wspólnie z Renato Taglione i Vicky Ludovisi. W tym samym roku poznała debiutującego wówczas piosenkarza, Gianniego Morandiego, z którym później wystąpiła w kilku filmach muzycznych. Oboje połączył wkrótce romans. 13 lipca 1966 w Rzymie, w kościele Santi Sette Fondatori (Siedmiu Świętych Założycieli Sług Maryi) przy Via Lazzaro Spallanzani 17 Gianni Morandi i Laura Efrikian wzięli potajemnie ślub (rodzice piosenkarza byli przeciwni ich małżeństwu). Na początku 1967 roku przyszła na świat ich pierwsza córka, Serena; zmarła jednak po kilku godzinach. Morandi w tym czasie uczestniczył z piosenką „La fisarmonica” w finale konkursu Canzonissima, w którym przegrał z Claudio Villą. Miesiąc później, 7 lutego rozpoczął służbę wojskową, którą odbywał w różnych miejscach i jednostkach. Wszędzie towarzyszyła mu Laura. Przebiegowi jego służby wojskowej towarzyszyło zainteresowanie prasy. 14 lutego 1969 roku przyszła na świat ich córka Marianna, a 12 lutego 1974 roku – syn Marco. Pod koniec lat 70. ich małżeństwo zaczęło przeżywać kryzys. W 1979 roku Gianni Morandi i Laura Efrikian ogłosili separację.
Po separacji Laura Efrikian opuściła świat filmu poświęcając się innym zajęciom, w tym działalności dobroczynnej.
Powróciła do działalności artystycznej na przełomie XX i XXI wieku występując w kilku filmach i serialach telewizyjnych (Don Luca, Il morso del serpente). W telewizji po raz ostatni wystąpiła w 2011 roku. W tym samym roku wydała powieść Come l’olmo e l’edera. Po niej na rynku pojawiły się następne książki Efrikian: La vita non ha età (2013) oraz Incontri (2017).

## Zainteresowania, wpływy
W wywiadzie udzielonym Marisie Fumagalli przyznała, iż czyta książki między innymi Andrei Camilleri. Wśród osób, które wywarły wpływ na jej życie zawodowe i prywatne wymienia takie nazwiska jak: Alberto Bevilacqua, Arnoldo Foà, Giancarlo Giannini, Gian Maria Volonté i Giovanni Pirelli.

## Filmografia

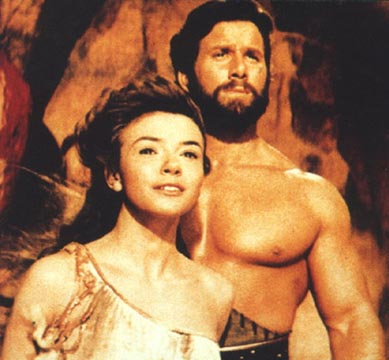
Laura Efrikian i Reg Park w Ercole alla conquista di Atlantide (1961)

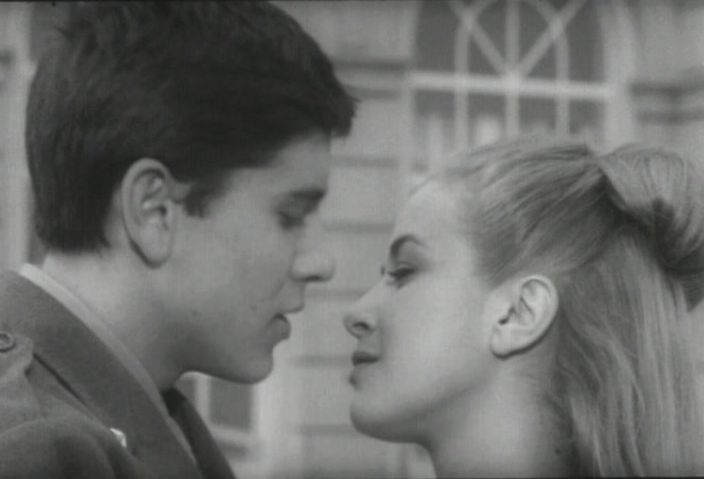
Gianni Morandi i Laura Efrikian w In ginocchio da te (1964)

- Ercole alla conquista di Atlantide, reż. Vittorio Cottafavi (1961)
- Twist, lolite e vitelloni, reż. Marino Girolami (1962)
- Zbrodnia nie popłaca, reż. Gérard Oury (1962)
- Il piccolo caffè – film TV, Vittorio Cottafavi (1963)
- Marea di settembre – film TV, Alessandro Brissoni (1963)
- Vivere insieme - serial TV (1963)
- La cittadella – miniserial TV (1964)
- In ginocchio da te, reż. Ettore Maria Fizzarotti (1964)
- La suora giovane, reż. Bruno Paolinelli (1964)
- Non son degno di te, reż. Ettore Maria Fizzarotti (1965)
- Se non avessi più te, reż. Ettore Maria Fizzarotti (1965)
- Nessuno mi può giudicare, reż. Ettore Maria Fizzarotti (1966)
- Perdono, reż. Ettore Maria Fizzarotti (1966)
- David Copperfield, - serial TV (1966)
- Rita la zanzara, reż. Lina Wertmüller (1966)
- Una lacrima sul viso, reż. Ettore Maria Fizzarotti (1967)
- Chimera, reż. Ettore Maria Fizzarotti (1968)
- Società a responsabilità molto limitata, reż. Paolo Bianchini (1973)
- Solo la verità – miniserial TV (1976)
- Overdose, reż. Amasi Damiani (1990)
- Oltre la quarta dimensione, reż. Emiliano Di Meo (1996)
- Il morso del serpente – film TV, reż. Luigi Parisi (1999)
- Vento di primavera - Innamorarsi a Monopoli, reż. Franco Salvia (2000)
- Ricominciare - serial TV (2000–2001)
- Cose dell'altro mondo, reż. Francesco Patierno (2011)
- C'è tempo, reż. Walter Veltroni (2019)